# Florian Eichinger

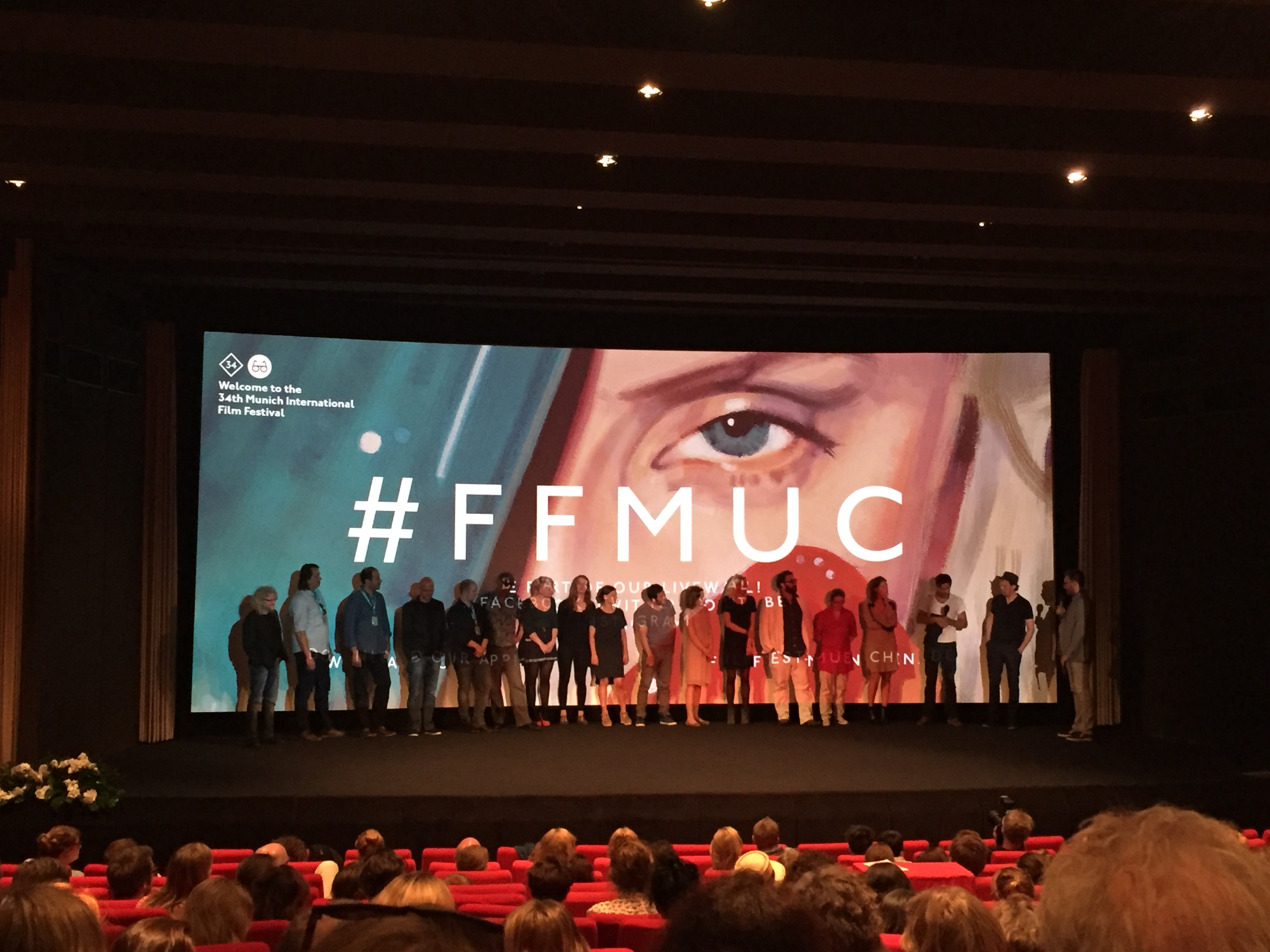
Filmteam Die Hände meiner Mutter bei der Uraufführung/Weltpremiere beim Filmfest München, Juni 2016. Zweiter von rechts: Regisseur Florian Eichinger.

Florian Eichinger (* 14. Juli 1971 in Ludwigsburg, Baden-Württemberg) ist ein deutscher Regisseur, Autor und Filmproduzent.

## Leben
Nach fünf Jahren Ausbildung und Arbeit als Fernsehredakteur machte er sich 1998 selbständig und schrieb und inszenierte Kurzfilme, Musikvideos und Fernsehwerbespots.
2008 folgte mit Bergfest sein erster programmfüllender Spielfilm. Bergfest (deutscher Kinostart: 7/2010) wurde auf ca. 20 nationale und internationale Filmfestivals eingeladen und mehrfach preisgekrönt. Inspiriert durch die Publikumsgespräche auf der Festivaltour beschloss Eichinger, noch zwei weitere Spielfilme über die Folgen von Gewalt in der Familie zu schreiben und zu inszenieren.
Der zweite Teil dieser Trilogie, Nordstrand, war ebenfalls weltweit auf Filmfestivals erfolgreich (deutscher Kinostart: 1/2014).
Die Hände meiner Mutter, der dritte Film, wurde auf dem Filmfest München im Sommer 2016 nach der Premiere am 25. Juni mit dem Förderpreis Neues Deutsches Kino für die beste Regie und für den besten Darsteller ausgezeichnet. 2017 wurde Eichinger für den Deutschen Regiepreis (Metropolis) in der Kategorie Beste Regie Kinofilm nominiert.
Seitdem hat Eichinger mehrere Episoden verschiedener Fernsehserien inszeniert und ist seit 2020 Jurymitglied beim Deutschen Drehbuchpreis. 
Eichinger wohnt in Hamburg und ist mit der Schauspielerin Sophia Schubert liiert. Sie haben zwei gemeinsame Kinder.

## Filmographie (Auswahl)
- 1999: Der erste Zug (Co-Drehbuch, Co-Regie)
- 2004: Der letzte Geselle (Co-Drehbuch, Co-Regie)
- 2008: Bergfest (Drehbuch, Regie)
- 2013: Nordstrand (Drehbuch, Regie)
- 2016: Die Hände meiner Mutter (Drehbuch, Regie)
- 2018: Jenny – echt gerecht – Folge: Ausgerastet (Regie)
- 2018: Jenny – echt gerecht – Folge: Der Verlorene Sohn (Regie)
- 2018: Jenny – echt gerecht – Folge: Außer Kontrolle (Regie)
- 2019: Ein Fall für zwei – Folge: Adem (Regie)
- 2019: Ein Fall für zwei – Folge: Freigänger (Regie)
- 2021: Ein Fall für zwei – Folge: Die Falsche Schlange (Regie)
- 2021: Ein Fall für zwei – Folge: Entgleist (Regie)

## Auszeichnungen
- 2004: Friedrich-Wilhelm-Murnau-Preis für Der letzte Geselle
- 2009: Bester Internationaler Spielfilm auf dem Falstaff International Film Festival (UK) für Bergfest
- 2009: 12 nationale und internationale Nominierungen, u. a. für den New Talent Grand Pix (CPH:PIX) für Bergfest
- 2010: Spezialpreis der Jury auf dem Houston Independent Film Festival für Bergfest
- 2013: Bester Spielfilm bei den Grenzland-Filmtagen Selb für Nordstrand
- 2013: Bester Hauptdarsteller beim 10. Baltic Debuts Film Festival für Nordstrand
- 2013: 20 nationale und internationale Nominierungen, u. a. für das Goldene Auge (Zurich Film Festival) und den Max-Ophüls-Preis für Nordstrand
- 2016: Förderpreis Neues Deutsches Kino in der Kategorie Beste Regie für Die Hände meiner Mutter
- 2017: Nominierung für den Deutschen Regiepreis (Metropolis) in der Kategorie Beste Regie Kinofilm für Die Hände meiner Mutter